# The Way He Makes Me Feel
The Way He Makes Me Feel è un brano musicale del 1983 interpretato da Barbra Streisand e pubblicato come singolo estratto dalla colonna sonora del film Yentl. 

## Il brano
La canzone è stata composta da Michel Legrand, con testo scritto da Alan Bergman e Marilyn Bergman.
Così come un altro brano tratto dallo stesso film, ossia Papa, Can You Hear Me?, la canzone ha ricevuto la candidatura all'Oscar alla migliore canzone nell'ambito dei Premi Oscar 1984.